# Alekszej Nyikolajevics Ovcsinyin
Alekszej Nyikolajevics Ovcsinyin (oroszul: Алексей Николаевич Овчинин) (Ribinszk, Orosz Szovjet Szocialista Köztársaság, Szovjetunió, 1971. szeptember 28.–) orosz űrhajós.

## Életpályája
1996-ban végzett mint repülő mérnök. 2006. október 11-én választották ki űrhajós kiképzésre. Az ötfős TsPK-14 csoportban Miszurkin, Novickij, Rizsikov és Ponomarjov voltak a társai. 2009. június 9-én vizsgázott, mint teszt-űrhajós.

## Űrrepülések
2016. március 18-án járt először az űrben, mint a Szojuz TMA–20M űrhajó parancsnoka.

### Tartalék személyzet
Szojuz TMA–16M parancsnoka.

## Magánélete
Házas, egy lány gyermeke van.